# كركل

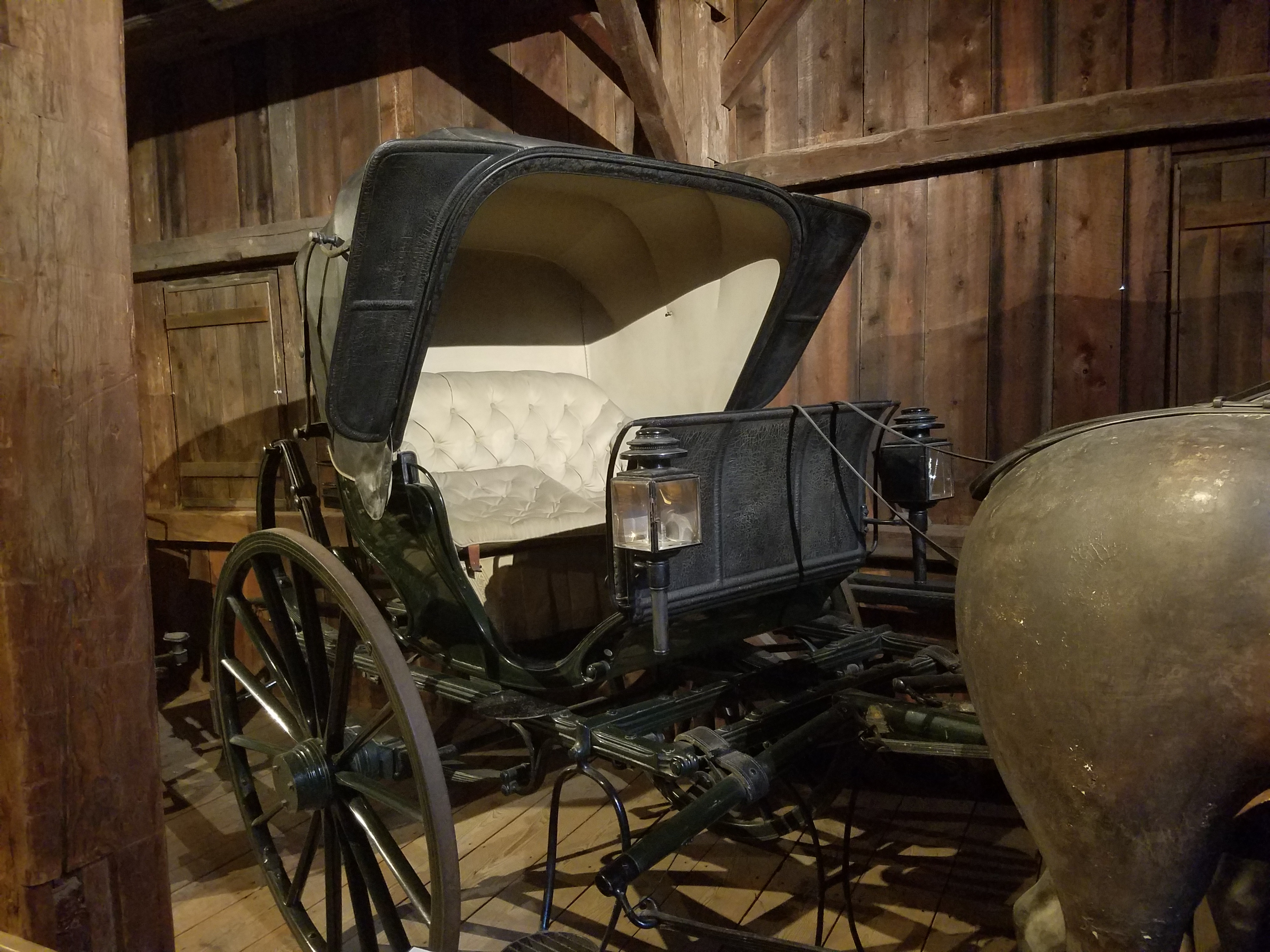
كركل من عام 1895 في متحف شِلبُرن

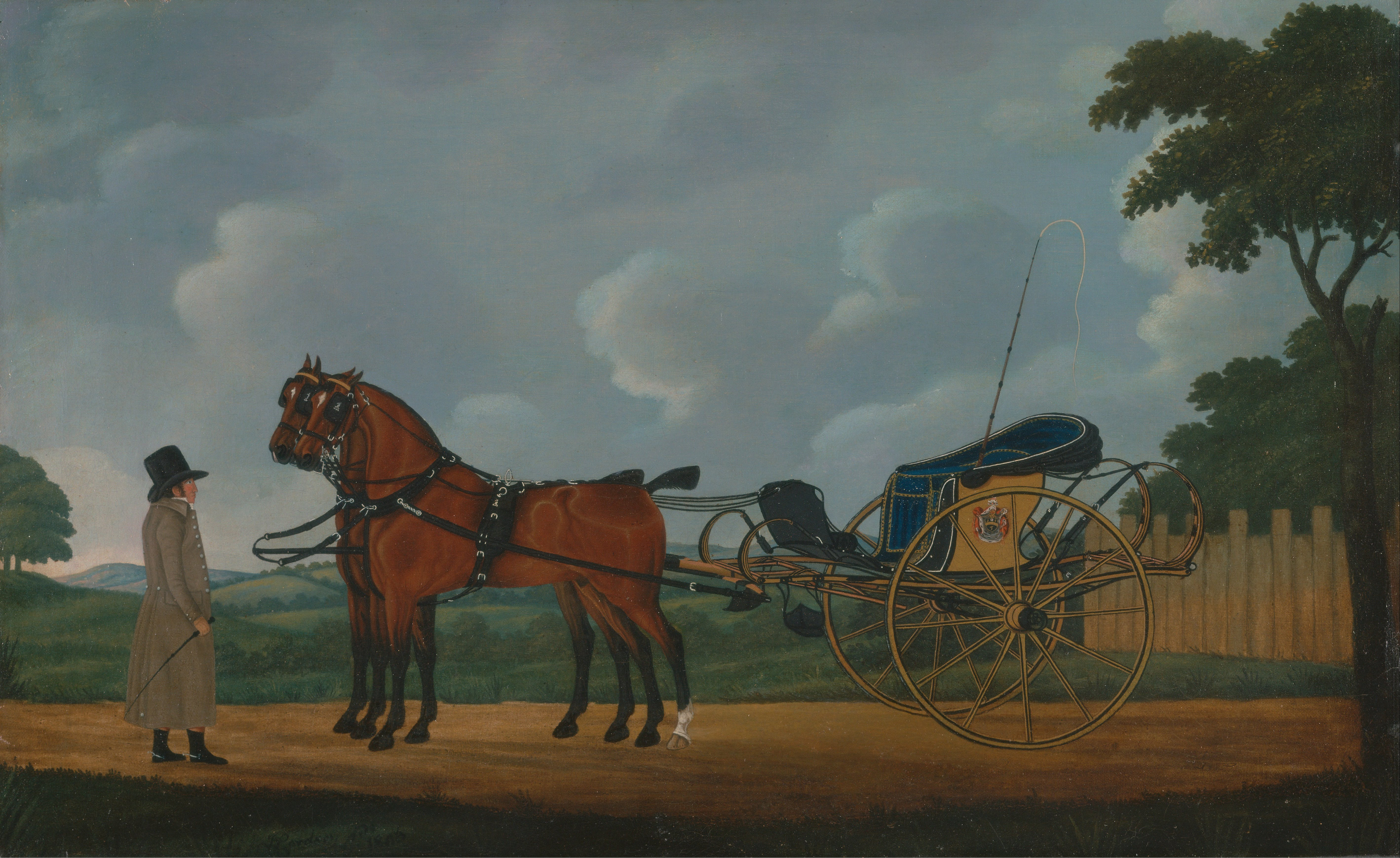
رجل نبيل يقف امام كُركُل. 1806 لوحة زيتية برشية جون كُردِري ج. 1765-1825

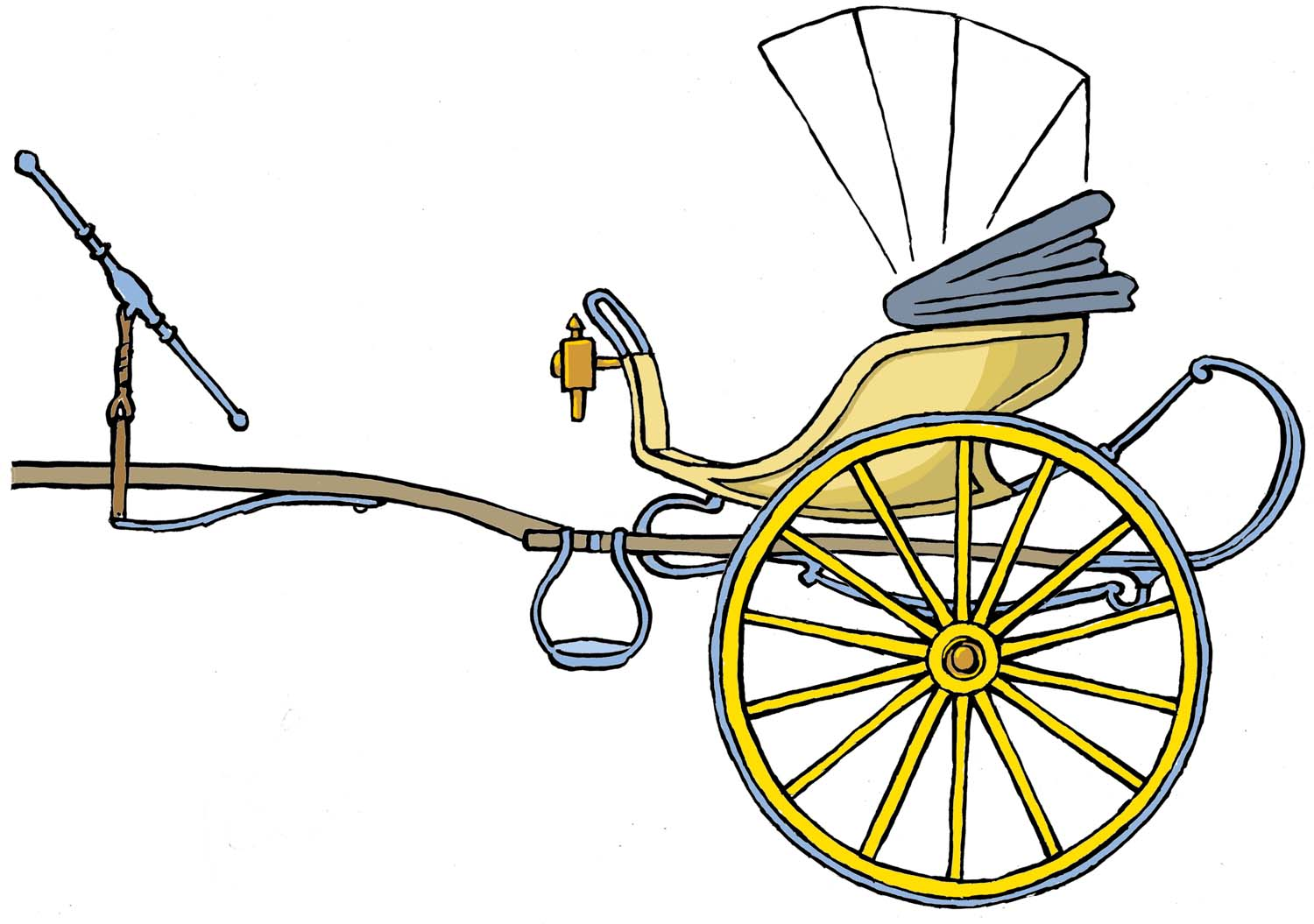
رسم توضيحي للكُركُل

الكُركُل عربة شيزٌ ذكي وخفيفة ذات عجلتين أو عربة كبيرة لتُقِلَّ السائق والراكب — والأكثر غرابة بالنسبة للمركبة ذات الجزع الفردي — عادةً ما يجرها زوجان من الخيول المتطابقة بعناية. كانت شائعة في أوائل القرن التاسع عشر ؛ اسمها - من اللاتينية ويعني "الجري" أو "مضمار السباق" أو "العربة" 